# Гредіштя (Прахова)
Гредіштя (рум. Grădiștea) — село у повіті Прахова в Румунії. Входить до складу комуни Болдешть-Гредіштя.
Село розташоване на відстані 59 км на північний схід від Бухареста, 38 км на схід від Плоєшті, 133 км на південний захід від Галаца, 111 км на південний схід від Брашова.

## Населення
За даними перепису населення 2002 року у селі проживали 992 особи, усі — румуни. Усі жителі села рідною мовою назвали румунську.